# 張震 (孫呉)
張 震（ちょう しん）は、中国三国時代の呉の人物。本貫は徐州彭城国。祖父は張昭。父は張承。母は諸葛瑾の娘。

## 生涯
赤烏7年（244年）に父の張承が亡くなると、都郷侯の爵位を継いだ。
建興2年（253年）10月、母方のおじの諸葛恪が孫峻に暗殺されると、それに連座して処刑された。